# 14
14（十四、じゅうし、じゅうよん、とおよん、とおあまりよつ）は自然数、また整数において、13の次で15の前の数である。ラテン語では quattuordecim（クァットゥオルデキム）。

## 性質
- 14は合成数であり、正の約数は 1, 2, 7, 14 である。
  - 約数の和は24。
    - 約数の和が3の倍数になる7番目の数である。1つ前は11、次は15。
    - 約数の和が4の倍数になる5番目の数である。1つ前は12、次は15。
    - 自身の数14を除く約数の和は10より不足数である。

  - 約数を4個もつ4番目の数である。1つ前は10、次は15。
    - 約数を n 個もつ n 番目の数である。1つ前は25。次は14641。(オンライン整数列大辞典の数列 A073916)
- 14 = 12 + 22 + 32
  - 3番目の四角錐数である。1つ前は5、次は30。
    - 初めの3つの四角数の和 (14 = 1 + 4 + 9) である。

  - 3連続整数の平方和で表せる自然数の範囲では最小の数である。ただし整数の範囲だと1つ前は5、次は29。
  - 自然数の平方和とみたとき1つ前は5、次は30。
  - n = 2 のときの 1n + 2n + 3n の値とみたとき1つ前は6、次は36。
    - 14 = 02 + 12 + 22 + 32
      - 4連続整数の平方和とみたとき1つ前は6、次は30。ただし負の数を含まないときは最小。

  - 3つの平方数の和1通りで表せる6番目の数である。1つ前は12、次は17。(オンライン整数列大辞典の数列 A025321)
  - 異なる3つの平方数の和1通りで表せる最小の自然数である。次は21。(オンライン整数列大辞典の数列 A025339)
  - 異なる3つの平方数の和 n 通りで表せる自然数のうち最小のものである。次の2通りは62。(オンライン整数列大辞典の数列 A025415)
- 4番目のカタラン数である。1つ前は5、次は42。

{\displaystyle 14={\frac {8!}{5!\times 4!}}={\frac {6\times 7\times 8}{1\times 2\times 3\times 4}}}
- 14 = 2 × 7
  - 5番目の半素数である。1つ前は10、次は15。
  - n = 1 のときの 2 × 7n の値とみたとき1つ前は2、次は98。(オンライン整数列大辞典の数列 A109808)
  - n = 1 のときの 7 × 2n の値とみたとき1つ前は7、次は28。(オンライン整数列大辞典の数列 A005009)
  - 2番目のメルセンヌ素数7の2倍の数である。これは2番目の完全数28の素因数の積が14になることを示している。1つ前は6、次は62。
    - 完全数28を2で割った商である。
      - 完全数を2で割った商を表す数とみたとき2番目の数である。1つ前は3、次は248。(オンライン整数列大辞典の数列 A133028)
      - 完全数の約数とみたとき8番目の数である。1つ前は8、次は16。(オンライン整数列大辞典の数列 A096360)
- 偶数のノントーシェントのうち最小の数である。次は26。
- ハーシャッド数でない最小の合成数である。
  - 各位の和が14になるハーシャッド数の最小は266、1000までに5個、10000までに41個ある。
- 142 + 1 = 197 であり n2 + 1 の形で素数を生む6番目の数である。1つ前は10、次は16。
- 14! = 87178291200
  - n = 14 のときの n! − 1 で表せる 14! − 1 は6番目の階乗素数である。1つ前は12、次は30。(オンライン整数列大辞典の数列 A002982)

14! − 1 = 87178291199
- 1/14 = 0.0714285… (下線部は循環節で長さは6)
  - 逆数が循環小数になる数で循環節が6になる3番目の数である。1つ前は13、次は21。
- 九九では 2 の段で 2 × 7 = 14 （にしちじゅうし）、7 の段で 7 × 2 = 14 （しちにじゅうし）と2通りの表し方がある。
- d(n) = d(n + 1) を満たす2番目の数である。1つ前は 2、次は 21。(ただしd(n) は約数関数)
- σ(n) = σ(n + 1) を満たす最小の数である。次は206。(ただしσ(n) は約数関数)
  - (14, 15) の組には、14の約数 → 1, 2, 7, 14 、15の約数 → 1, 3, 5, 15 となり 1 + 2 + 7 + 14 = 1 + 3 + 5 + 15 = 24 が成り立つ。
- 14 = 21 + 22 + 23
  - 2の自然数乗の和とみたとき1つ前は6、次は30。
  - a = 2 のときの a1 + a2 + a3 の値とみたとき1つ前は3、次は39。
- 約数の和が14になる数は1個ある。(13) 約数の和1個で表せる8番目の数である。1つ前は13、次は15。
- 各位の和が5になる2番目の数である。1つ前は5、次は23。
  - 偶数という条件をつけると各位の和が5になる最小の数である。
- 各位の平方和が17になる最小の数である。次は41。(オンライン整数列大辞典の数列 A003132)
  - 各位の平方和が n になる最小の数である。1つ前の16は4、次の18は33。(オンライン整数列大辞典の数列 A055016)
- 各位の立方和が65になる最小の数である。次は41。(オンライン整数列大辞典の数列 A055012)
  - 各位の立方和が n になる最小の数である。1つ前の64は4、次の66は114。(オンライン整数列大辞典の数列 A165370)
- 各位の積が4になる2番目の数である。1つ前は4、次は22。(オンライン整数列大辞典の数列 A199987)
- 14番目の三角数は105で初めて3桁の数になる。いいかえると1から自然数を加えていくと14で初めて3桁になる。1つ前は4、次は45。(オンライン整数列大辞典の数列 A068092)
- n2 の数を昇順に並べた数とみたとき1つ前は1、次は149。(オンライン整数列大辞典の数列 A019521)

## その他 14 に関連すること
- 14の接頭辞：quattuordec（拉）、tetrakaideca（希）
- 14倍をクヮトゥオーデキュプル (quattuordecuple) という。
- 英語では、14日間（2週間）を fortnight という。
- 第14族元素を炭素族元素という。
- 原子番号14の元素は硅素 (Si)。
- 水のイオン積は 25°C で 1 × 10−14 (mol/L)²。
  - このことから pH の最大値は14であると誤解されることが多い。
- 第14代天皇は、仲哀天皇。
- 第14代内閣総理大臣は、西園寺公望。
- 通算して第14代の征夷大将軍は、守邦親王（鎌倉幕府第9代将軍）。
- 鎌倉幕府第14代執権は、北条高時。
- 室町幕府第14代将軍は、足利義栄。
- 江戸幕府第14代将軍は、徳川家茂。
- 大相撲第14代横綱は、境川浪右エ門。
- アメリカ合衆国第14代大統領は、フランクリン・ピアース。
- アメリカ合衆国の14番目の州は、バーモント州。
- 殷朝第14代帝は、祖辛。
- 周朝第14代王は、桓王。
- 第14代ローマ教皇はウィクトル1世（在位：189年～199年）である。
- ルイ14世は、 ブルボン朝第3代フランス王。
- ダライ・ラマ14世は、第14代のダライ・ラマ。
- タロットの大アルカナで XIV は、節制。
- 易占の六十四卦で第14番目の卦は、火天大有。
- クルアーンにおける第14番目のスーラはイブラーヒームである。
- 十四日月を小望月（こもちづき）、幾望（きぼう）という。
- 結婚14周年記念日は、象牙婚式。
- 年始から数えて14日目は1月14日。
- JIS X 0401、ISO 3166-2:JPの都道府県コードの「14」は神奈川県。
- 北海道の支庁は14庁ある。
- TOKYO MX（独立UHF局）のアナログ放送は 14ch。1971年から1975年までは、NHK総合テレビが UHF実験放送をしていた。
- 日本では14歳になると刑法上の刑事責任を問うことが出来る様になる。
- 朝日新聞、毎日新聞、読売新聞、日本経済新聞の朝刊最終版は14版。
- 伊号第十四潜水艦は、大日本帝国海軍の潜水艦。
- ブレゲー 14は、フランスの爆撃・偵察機。
- 各種のC14
- F-14 トムキャットは、アメリカ合衆国の戦闘機。
- L-14 スーパーエレクトラは、アメリカ合衆国のロッキードの旅客機。
- M14 は、アメリカ合衆国の自動小銃。
- Mi-14 は、ソビエト連邦のヘリコプター。
- X-14 は、アメリカ合衆国の実験機。
- 麻雀の上がり形は、14牌からなる。
- 読売ジャイアンツの背番号14は、沢村栄治の永久欠番。
- ヨハン・クライフが14番を好んで付けていたことから、サッカー選手に好まれる背番号となっている。
- 交響曲第14番
- 弦楽四重奏曲第14番
- ピアノソナタ第14番
- 14 Wordsは、白人至上主義運動でスローガンとして用いられる隠語。
- 『14才の母』は、日本テレビ製作の2006年のテレビドラマ。
- 『14（ジューシー）』は、亜桜まるの漫画。
- 『14ひきのシリーズ』は、いわむらかずおの絵本。
- 『14番目の月』は、荒井由実のアルバム。
- 『14番目の標的（ターゲット）』は、劇場版『名探偵コナン』の第2作目。
- 作家J・H・ブレナンによるゲームブックのシリーズ『グレイルクエスト』（邦訳名ドラゴン・ファンタジー）において、パラグラフ14へ行く＝死ぬ、ゲームオーバーを意味する。
- 大日本帝国陸軍第14方面軍
- 各国の第14軍
- 各国の第14師団
- 各国の第14旅団
- 第14連隊
  - 大日本帝国陸軍歩兵第14連隊
  - 陸上自衛隊
    - 第14普通科連隊
    - 第14特科隊
    - 第14後方支援隊
- 東洋思想では十五夜（満月）に当たる15という数字を「完全な物」として捉える思想がある。一方で14を「完全に一歩及ばない不完全な物」として、珍重されることもある。
  - 龍安寺（りょうあんじ。京都府京都市右京区にある臨済宗妙心寺派の寺院）の石庭には15個の石が並べてある。15個の石は、庭をどちらから眺めても、必ず1個は他の石に隠れて見えないように設計されていると云われ、15に1つ足りない14を「不完全さ」を表す物とされている。
- 妊娠14週目で胎盤が完成し、ウエストラインが崩れる。
- 錯視図形のペンローズの階段は14段である。
- 高木酒造が生産している日本酒（十四代）
- 大相撲の番付のうち、十両の枚数は、現行制度では東西14枚ずつである。

## 符号位置
| 記号 | Unicode | JIS X 0213 | 文字参照         | 名称                          |
| ---- | ------- | ---------- | ---------------- | ----------------------------- |
| ⑭    | U+246D  | 1-13-14    | &#x246D; &#9325; | CIRCLED DIGIT FOURTEEN        |
| ⒁    | U+2481  | -          | &#x2481; &#9345; | PARENTHESIZED DIGIT FOURTEEN  |
| ⒕    | U+2495  | -          | &#x2495; &#9365; | DIGIT FOURTEEN FULL STOP      |
| ⓮    | U+24EE  | 1-12-14    | &#x24EE; &#9454; | DOUBLE CIRCLED DIGIT FOURTEEN |